# Sinialliku
Sinialliku (Duits: Sineallik) is een plaats in de Estische provincie Viljandimaa, behorend tot de gemeente Viljandi vald. Ze heeft de status van dorp (Estisch: küla).
Tot in 2013 behoorde Sinialliku tot de gemeente Pärsti, die in dat jaar opging in Viljandi vald.

## Bevolking
De ontwikkeling van het aantal inwoners blijkt uit het volgende staatje:
| Jaar            | 2000 | 2011 | 2017 | 2019 | 2020 | 2021 |
| --------------- | ---- | ---- | ---- | ---- | ---- | ---- |
| Aantal inwoners | 94   | 151  | 160  | 173  | 191  | 189  |

## Ligging
Sinialliku betekent ‘blauwe bron’. De bron waar de plaats naar genoemd is, ligt op het grondgebied van het buurdorp Intsu, maar wel dicht bij de grens met Sinialliku. De bron staat in verbinding met de beek Sinialliku oja. De grens tussen Sinialliku en de vlek Ramsi volgt min of meer de loop van de beek. De blauwe kleur van de bron is te danken aan een laag blauwe klei op de bodem. Aan de bron is een aantal legenden verbonden. Zo zou in de bron een pot met geld verborgen zijn. Wie de pot wil bemachtigen, moet een vrijwel onmogelijke daad verrichten.
De Sinialliku oja komt uit op de rivier Raudna. Die vormt de grens met het buurdorp Matapera. De beek Orika oja stroomt eerst langs de grens tussen de dorpen Sinialliku en Vardja, komt dan Sinialliku binnen en komt daar uit op de Raudna.
De Tugimaantee 49, de secundaire weg van Imavere via Viljandi naar Karksi-Nuia, komt door Sinialliku. Op de grens tussen Sinialliku en Vardja splitst de Tugimaantee 53, de (korte) weg tussen Matapera en Mäeltküla, zich van de Tugimaantee 49 af.
Aan de zuidwestkant van het dorp ligt het meer Sinialliku järv (6,2 ha). Het dorp ligt in het natuurreservaat Loodi looduspark (34,9 km²).

## Geschiedenis
Bij Sinialliku zijn de resten van een fort van de Esten gevonden, dat gebouwd moet zijn in de tweede helft van de 11e eeuw. Het is niet bekend hoe lang het dienst gedaan heeft. In de jaren 1895–1897 werd een smalspoorlijn tussen Viljandi en Mõisaküla aangelegd. Daarbij werd een deel van het terrein van het fort vernield. In 1973 ging de spoorlijn dicht. In de tijd dat de spoorlijn in bedrijf was, had Sinialliku een station aan de lijn. Het was het eerste station na Viljandi.
Sinialliku werd voor het eerst genoemd in 1782 als Sinnialliko Andres, een boerderij op het landgoed dat viel onder het kasteel van Viljandi (Duits: Fellin-Schloß). Volgens het Baltisches historisches Ortslexikon stond het in 1797 onder de naam Sinni Allik bekend als dorp, maar het Dictionary of Estonian Place names noemt alleen een molen Siniallik. In elk geval was Sinialliku tot 1977 geen zelfstandig dorp. In dat jaar werd het gevormd uit delen van de buurdorpen Matapera en Vardja.

## Foto's

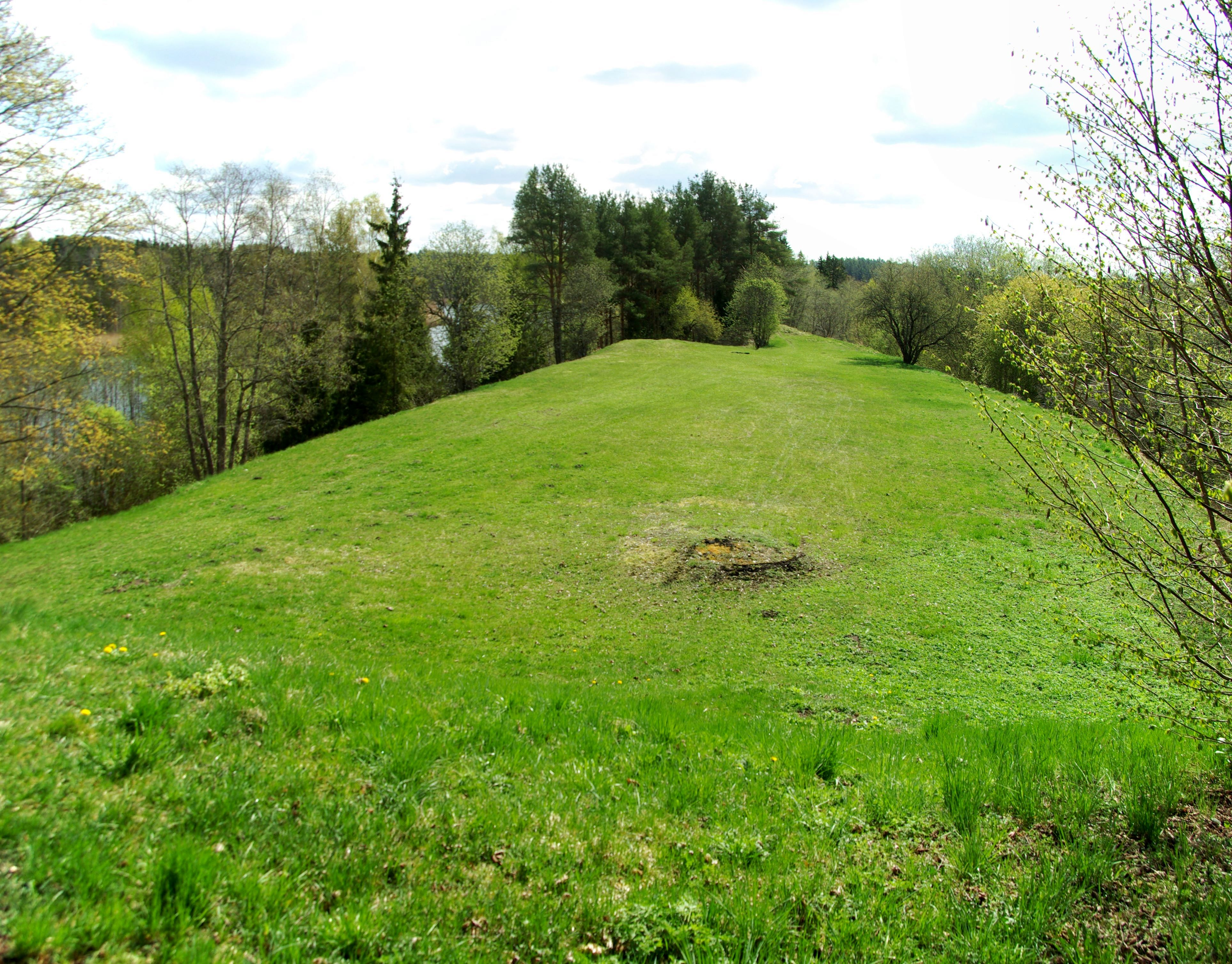
De plaats waar het fort gelegen heeft
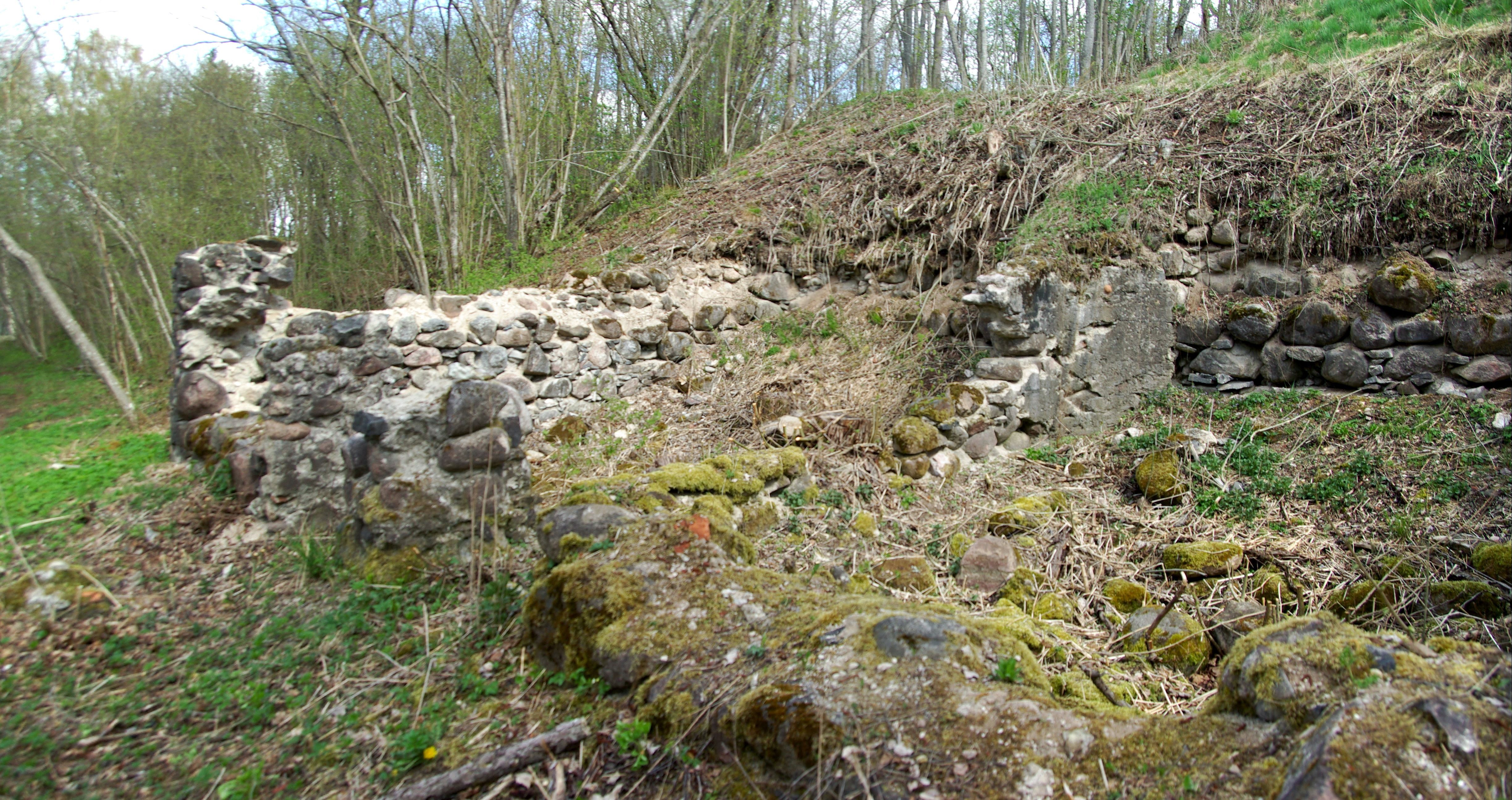
Restant van het fort
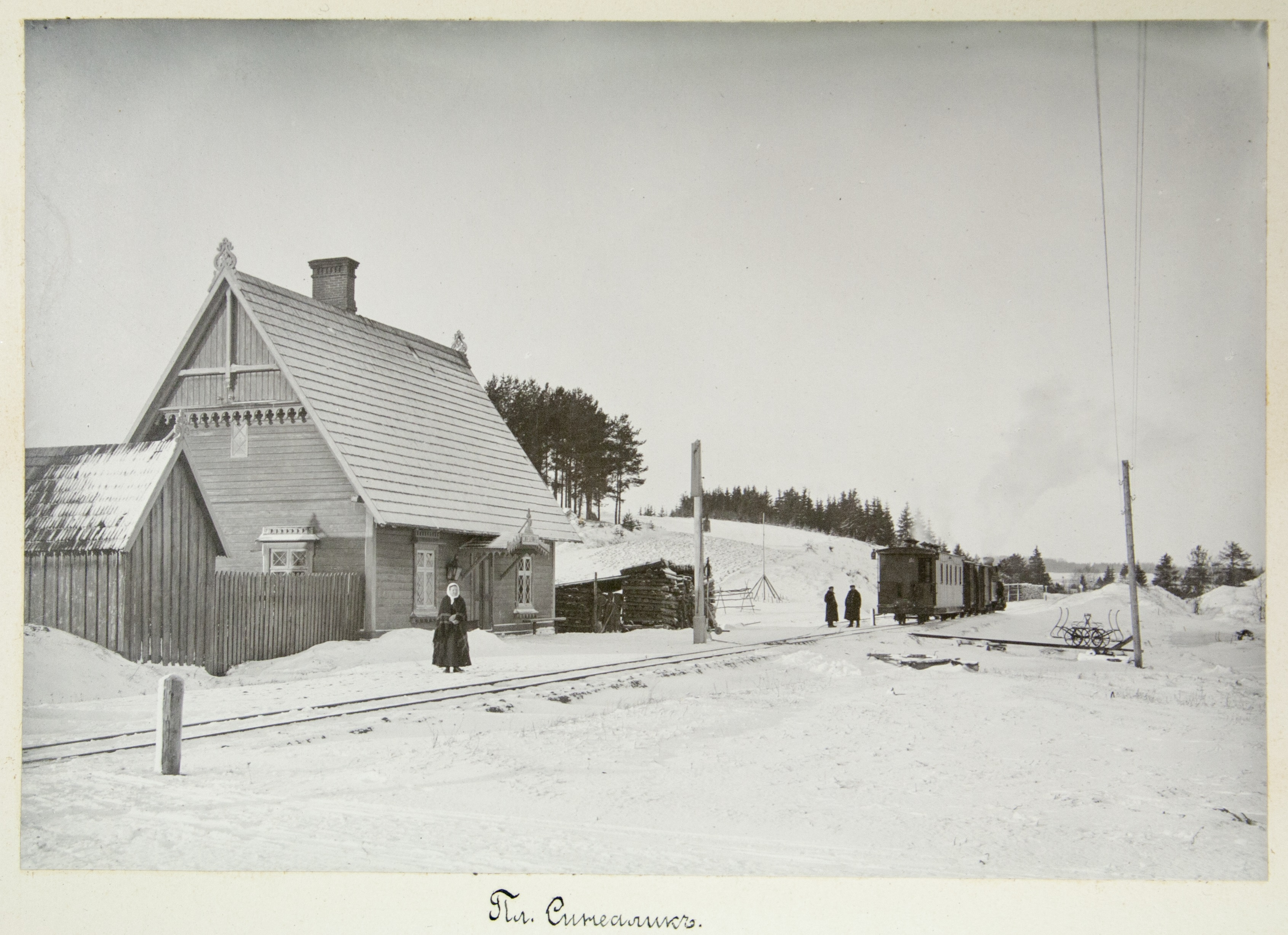
Het station van Sinialliku rond 1900
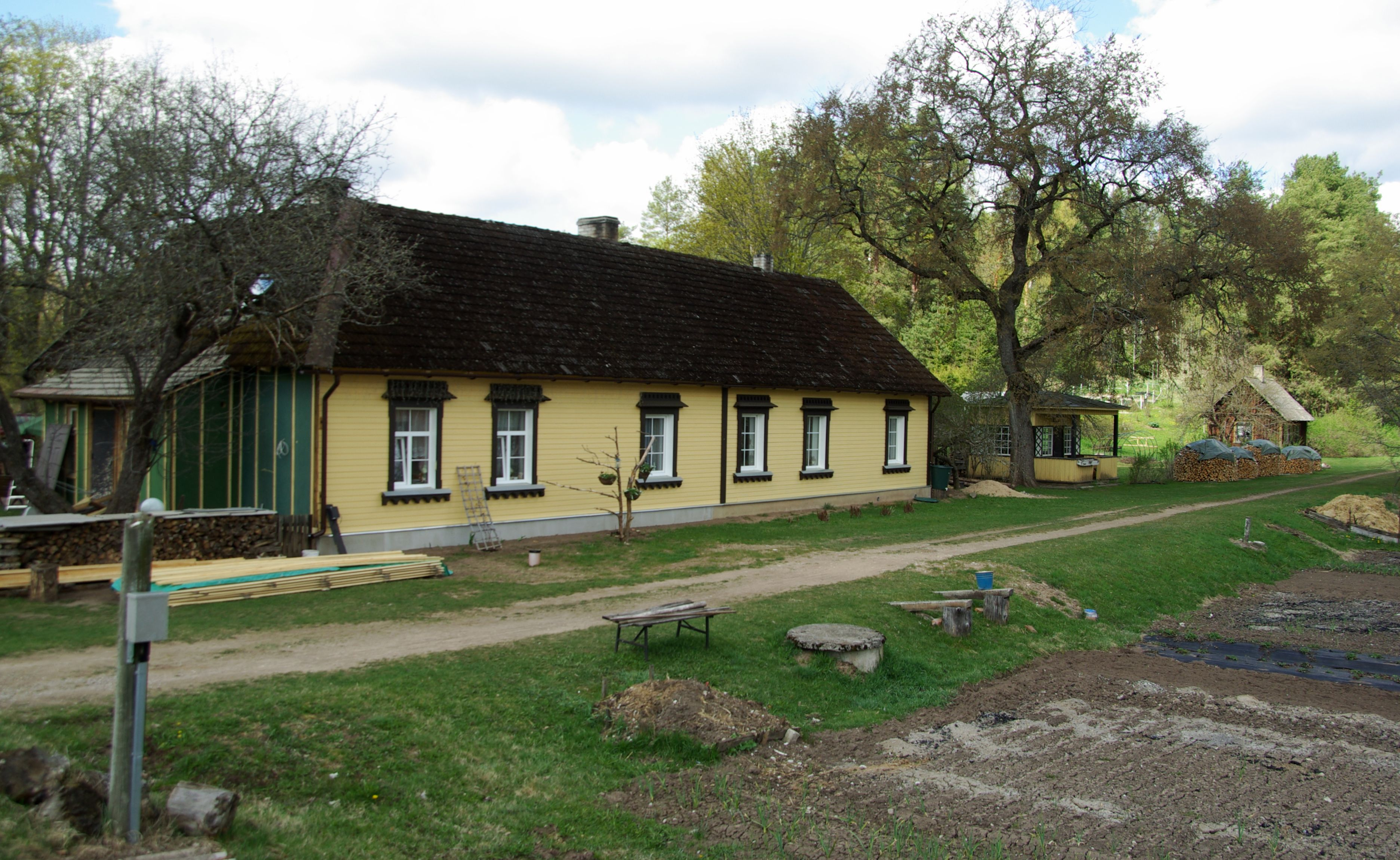
Het voormalige station in 2014
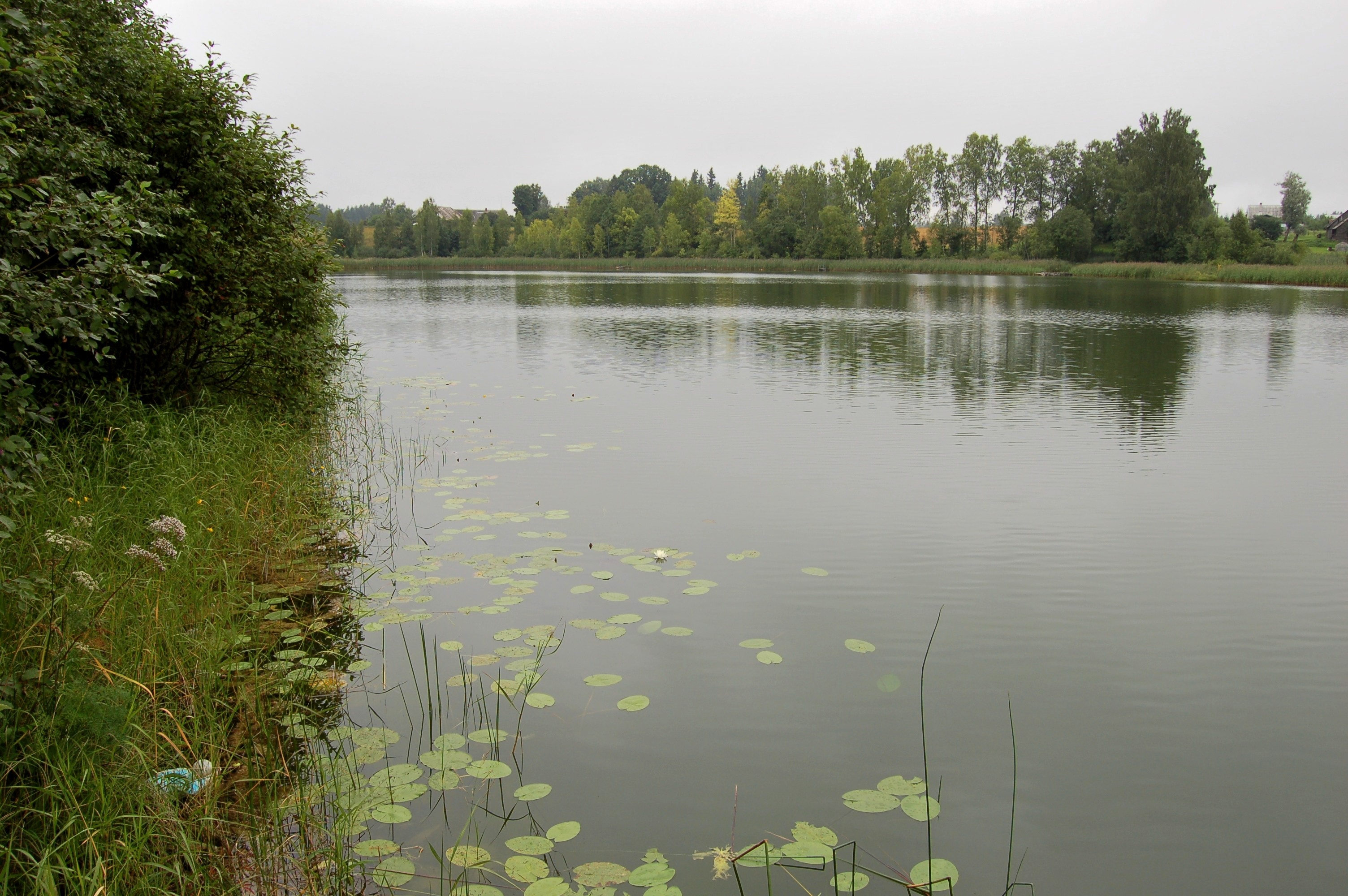
Het meer Sinialliku järv
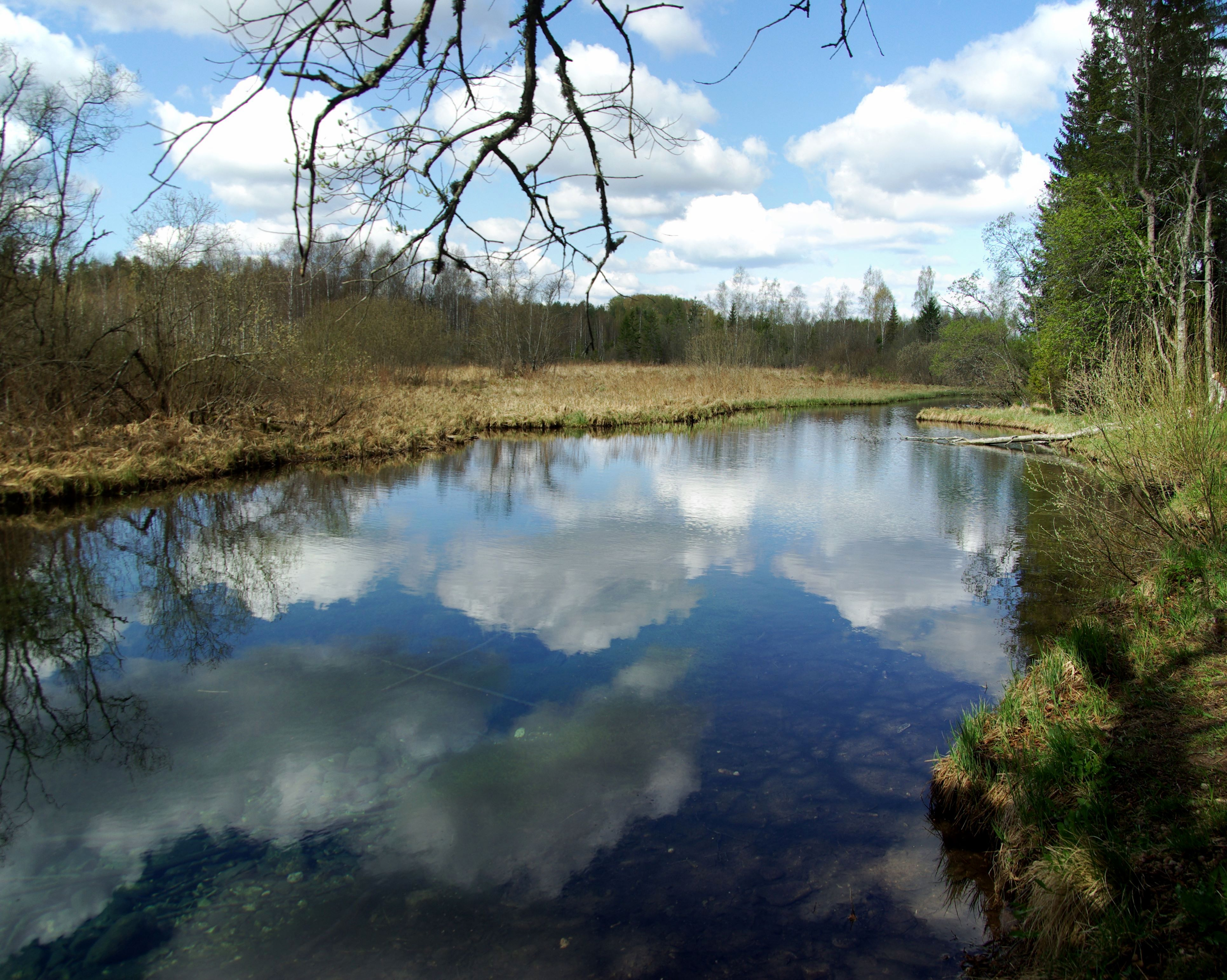
De bron